# Лясковець (община)
Лясковець (болг. Община Лясковец) — община в Болгарії. Входить до складу Великотирновської області. Населення становить 13 641 особа (станом на 1 лютого 2011 р.). Адміністративний центр громади — однойменне місто.